# Çorum
Çorum ist eine türkische Stadt in der anatolischen Schwarzmeer-Region. Sie ist die Hauptstadt der gleichnamigen Provinz Çorum. Çorum liegt am nordöstlichen Rand der gleichnamigen fruchtbaren Ebene östlich des Flüsschens Çorum Çayı etwa 800 m über dem Meeresspiegel.
Gleichzeitig ist Çorum Zentrum des zentralen Landkreis (Merkez). Dieser hat Grenzen mit dem Kreis Mecitözü im Osten, dem Kreis Alaca im Süden, dem Kreis Uğurludağ im Westen, den Kreisen İskilip und Oğuzlar im Nordwesten sowie dem Kreis Laçin im Norden. Außerdem grenzt er im Nordosten an drei Kreise der Provinz Amasya.
Der zentrale Landkreis besteht neben Çorum aus einer weiteren Gemeinde (Belediye): Düvenci mit 1617 Einwohnern. Des Weiteren gehören zum Kreis noch 198 Dörfer (Köy). Das ist die höchste Anzahl in der Provinz. Durchschnittlich wohnen in jedem der Dörfer 152 Menschen. Pınarçay ist das größte Dorf (2520 Einw.). Das ehemalige Dorf Bayat ist seit 2018 ein Stadtviertel (Mahalle) der Stadt Çorum.

## Bevölkerung

### Bevölkerungsentwicklung
Nachfolgende Tabelle zeigt den vergleichenden Bevölkerungsstand am Jahresende für die Provinz, den zentralen Landkreis und die Stadt Çorum sowie den jeweiligen Anteil an der übergeordneten Verwaltungsebene. Die Zahlen basieren auf dem 2007 eingeführten adressbasierten Einwohnerregister (ADNKS).

| Jahr | Provinz | Landkreis | Landkreis | Stadt | Stadt   |
| Jahr | real    | %         | real      | %     | real    |
| ---- | ------- | --------- | --------- | ----- | ------- |
| 2020 | 530.126 | 56,46     | 299.315   | 89,44 | 267.701 |
| 2019 | 530.864 | 55,99     | 297.224   | 89,84 | 267.032 |
| 2018 | 536.483 | 54,95     | 294.807   | 89,51 | 263.895 |
| 2017 | 528.422 | 55,65     | 294.050   | 90,18 | 265.171 |
| 2016 | 527.863 | 54,67     | 288.578   | 89,82 | 259.205 |
| 2015 | 525.180 | 53,44     | 280.631   | 89,25 | 250.464 |
| 2014 | 527.220 | 52,28     | 275.610   | 88,42 | 243.698 |
| 2013 | 532.080 | 50,91     | 270.864   | 87,40 | 236.738 |
| 2012 | 529.975 | 50,05     | 265.242   | 87,15 | 231.146 |
| 2011 | 534.578 | 49,01     | 261.973   | 86,24 | 225.927 |
| 2010 | 535.405 | 47,77     | 255.767   | 85,28 | 218.130 |
| 2009 | 540.704 | 46,64     | 252.194   | 84,23 | 212.418 |
| 2008 | 545.444 | 45,49     | 248.109   | 83,26 | 206.572 |
| 2007 | 549.828 | 44,30     | 243.600   | 83,06 | 202.322 |

Zur Volkszählung 1985 gab es neben der Kreisstadt (Şehir) mit 96.725 Einwohnern noch vier Bucaks: den zentralen (Merkez) mit 54.177, Cemilbey (6.597), Büyüklaçin (11.458) und Seydim (18.505 Einw.). Insgesamt waren das 187.462 Einwohner.

## Geschichte
Im Zeitraum von 5000 bis 3000 v. Chr. wurden erste menschliche Siedlungen im Gebiet von Çorum angelegt. Gemäß den Ausgrabungen in Alacahöyük, Balımsultan köyü, Büyük Güllücek, Boğazkale, Eskiyapar, Hüseyindede und Kuşsaray war diese Region wegen der nahe gelegenen großen Rohstoffvorkommen technisch und kulturell weit entwickelt.
In der Bronzezeit (3000–1000 v. Chr.) entstanden in der Region um Çorum zahlreiche Siedlungen. Um 2000 v. Chr. lebten hier die Hattier. In der Zeit von ca. 1950–1850 v. Chr. existierten in diesem Gebiet Handelskolonien der Assyrer. Die Hethiter herrschten hier von etwa 1650 bis 1200 v. Chr.
In den späteren Jahrhunderten danach teilte Çorum die Geschichte Kappadokiens. So herrschten hier die Phryger, Perser, Makedonen, Römer, Byzantiner und andere Völker. Nach der Schlacht von Manzikert 1071 eroberten die seldschukischen Türken die Region und machten sie zum Teil des Beyliks der Danischmenden. Es folgten mehrfache Machtwechsel zwischen Rum-Seldschuken und Danischmenden. Nach 1243 geriet die Region zeitweilig unter mongolische Oberherrschaft. Ab den 1360er Jahren befand sich Çorum unter der Herrschaft des Emirs Hacı Sadgeldi als Teil des Osmanischen Reiches. 1509 war die Stadt eines der Zentren des Şahkulu-Aufstandes. Auch von den Celâlî-Aufständen Anfang des 17. Jahrhunderts war Çorum betroffen.
Nach Gründung der Türkei 1923 wurde Çorum Provinzhauptstadt. Der Name „Çorum“ ist armenischen Ursprungs und ab dem 16. Jahrhundert in osmanischen Dokumenten nachweisbar. Die Gründung der Stadt lässt sich zeitlich nicht eingrenzen. Sie entwickelte sich rund um die Burg „Çorum Kalesi“, die Evliya Çelebi als seldschukisches Bauwerk beschreibt. Mitte des 16. Jahrhunderts bildeten vier Mahalles (Nachbarschaften) das Innere der Burg.
Nach Abrücken der Türkei von den Mittelmächten wurden 1944/45 auch hier zahlreiche Ausländer interniert.
1980 fand hier das Pogrom von Çorum statt, als türkische Rechtsextremisten etwa 57 Angehörige der alevitischen Minderheit töteten.
Am 20. Mai 1990 wurde der nördliche Teil des zentralen Landkreises als Landkreis Laçin abgespalten, das Bucak Büyüklaçin (Volkszählung 1985: 11.458 Einw.).

## Sehenswürdigkeiten

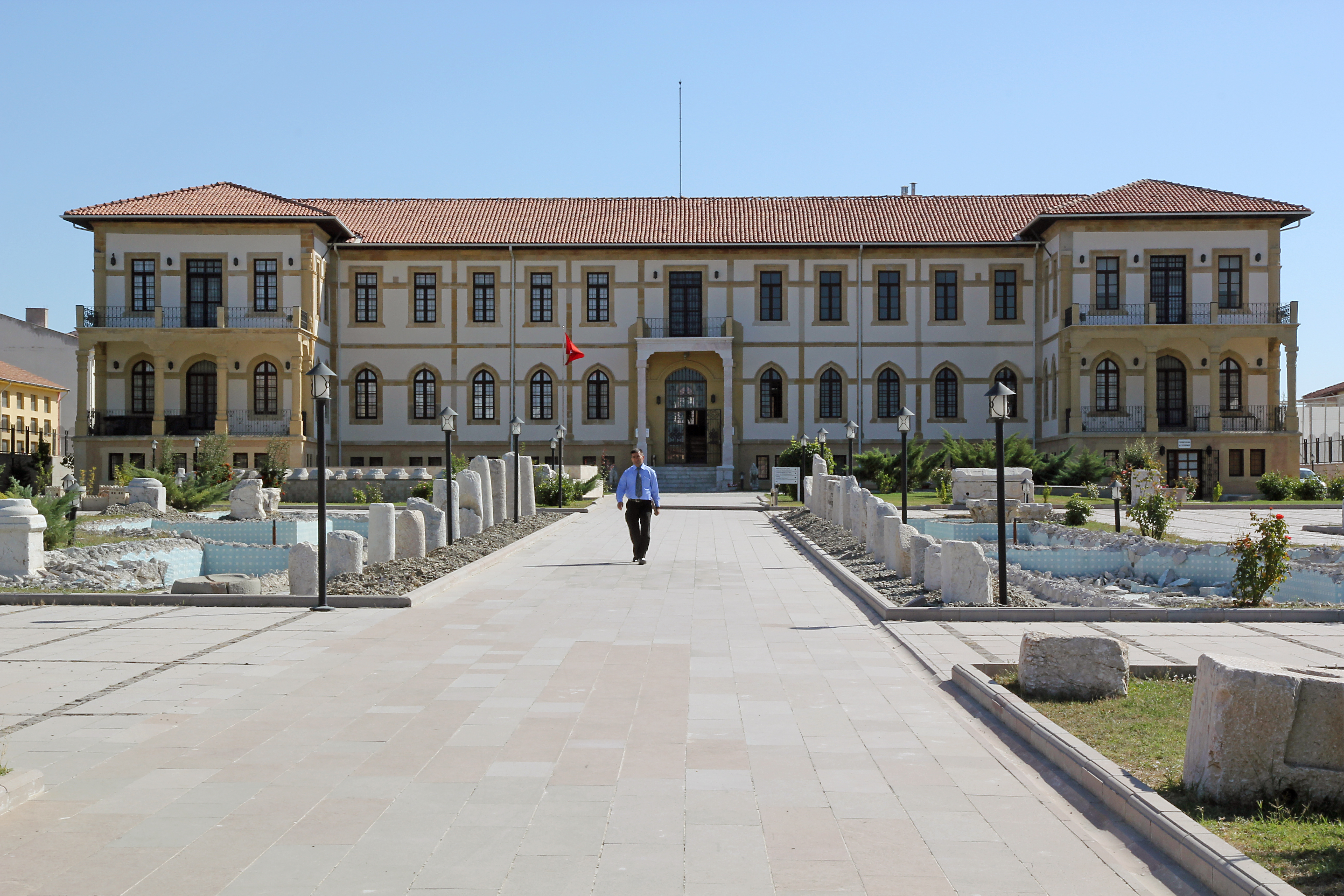
Archäologisches Museum Çorum

Im Zentrum der Stadt Çorum steht auf einer leichten Anhöhe ein 1914 als Krankenhaus errichtetes Gebäude mit zwei Eckrisaliten, das später als Schulgebäude diente und seit 2003 als Archäologisches Museum genutzt wird. Dieses ist in eine archäologische und eine ethnografische Abteilung gegliedert. Während der letztgenannte Teil die Geschichte der Volkskultur in der Neuzeit darstellt, ist der nach modernen Kriterien gestaltete erste der archäologischen Hinterlassenschaft in der Region Çorum gewidmet: In zahlreichen Vitrinen sind Funde jüngerer Zeit aus den verschiedenen Ausgrabungsstätten in der Umgebung ausgestellt, in denen sich Kulturen Anatoliens widerspiegeln. Im Park vor dem Museum stehen steinerne Objekte aus griechisch-römischer Zeit, darunter Sarkophage und Grabsteine mit Inschriften und bildlichen Darstellungen sowie lateinisch beschriftete Meilensteine römischer Kaiser vornehmlich des 3. Jahrhunderts n. Chr.
Etwa 500 Meter stadteinwärts vom Museum befindet sich nördlich der Cengiz Topel Caddesi die seldschukische oder osmanische Zitadelle von Çorum.

## Universität
Bis 2006 gab es in Çorum eine Außenstelle der Gazi-Universität. 2006 wurde beschlossen, daraus eine eigenständige Universität zu machen und diese Hethiter-Universität zu nennen (türkisch Hitit Üniversitesi).

## Klimatabelle
|                        | Jan   | Feb   | Mär   | Apr   | Mai   | Jun   | Jul  | Aug  | Sep  | Okt  | Nov  | Dez   |   |        |
| Mittl. Temperatur (°C) | −0,2  | 1,4   | 5,6   | 10,4  | 15,0  | 18,7  | 21,7 | 21,9 | 17,8 | 12,5 | 5,6  | 1,6   | ⌀ | 11     |
| Mittl. Tagesmax. (°C)  | 4,6   | 7,4   | 12,5  | 17,9  | 22,9  | 26,8  | 30,2 | 30,7 | 26,7 | 20,7 | 12,9 | 6,5   | ⌀ | 18,4   |
| Mittl. Tagesmin. (°C)  | −4,1  | −3,5  | −0,3  | 3,4   | 7,4   | 10,7  | 12,8 | 13,1 | 9,6  | 5,7  | 0,2  | −2,2  | ⌀ | 4,4    |
|                        |       |       |       |       |       |       |      |      |      |      |      |       |   |        |
| Niederschlag (mm)      | 37,4  | 28,5  | 42,0  | 46,6  | 61,7  | 63,5  | 21,4 | 19,0 | 24,9 | 27,9 | 32,9 | 43,0  | Σ | 448,8  |
|                        |       |       |       |       |       |       |      |      |      |      |      |       |   |        |
| Sonnenstunden (h/d)    | 2,2   | 3,5   | 4,7   | 6,4   | 7,6   | 8,9   | 10,2 | 10,0 | 8,2  | 5,6  | 3,9  | 2,0   | ⌀ | 6,1    |
|                        |       |       |       |       |       |       |      |      |      |      |      |       |   |        |
| Regentage (d)          | 12,30 | 10,57 | 13,57 | 13,73 | 15,77 | 12,00 | 5,10 | 4,10 | 6,60 | 8,43 | 8,70 | 12,37 | Σ | 123,24 |

| −4,1 |

| −3,5 |

| −0,3 |

| 3,4 |

| 7,4 |

| 10,7 |

| 12,8 |

| 13,1 |

| 9,6 |

| 5,7 |

| 0,2 |

| −2,2 |

| −4,1 |

| −3,5 |

| −0,3 |

| 3,4 |

| 7,4 |

| 10,7 |

| 12,8 |

| 13,1 |

| 9,6 |

| 5,7 |

| 0,2 |

| −2,2 |

## Persönlichkeiten

### Ehrenbürger
- Cornelius Bischoff (1928–2018), Anwalt, war Schüler im Internat des österreichischen St. Georgs-Kollegs in Istanbul.[10] Er erhielt im Juli 2011 die Ehrenbürgerschaftsurkunde für außerordentliche Verdienste um die Stadt Çorum und die gesamte Türkei. Er habe in seinem Leben exzellente Werke in die deutsche Sprache übersetzt und so die freundschaftlichen Beziehungen vertieft.

### Söhne und Töchter der Stadt
- Hayrettin Karaman (* 1934), islamischer Theologe, Journalist und Schriftsteller
- Mahmut Atalay (1934–2004), Ringer und Olympiasieger 1968
- Tevfik Kış (1934–2019), Ringer
- Ismail Çoban (1945–2024), Maler und Grafiker
- Şefik Alp Bahadır (* 1946), Ökonom
- Necati Şahin (* 1955), Schauspieler und Theaterleiter
- Soner Yalçın (* 1966), Sachbuchautor und investigativer Journalist
- Hakan Demir (* 1984), Politiker in Deutschland